# Pedro de Barros Cavalcanti de Albuquerque
Pedro de Barros Cavalcanti de Albuquerque (6 de maio de 1839 — ?) foi um político e escritor brasileiro.
Nascido em Pernambuco em 6 de maio de 1839, formou-se como bacharel pela Faculdade de Direito do Recife. Durante o Império, exerceu cargos públicos, sendo o mais notável o de presidente da província do Rio Grande do Norte, nomeado por carta imperial de 13 de março de 1869, de 12 de abril de 1869 a 17 de fevereiro de 1870.
É autor de Cartas Monarchistas (publicado em 1895), além de outras obras inéditas.